# Puzzle Quest: Challenge of the Warlords
Puzzle Quest: Challenge of the Warlords is een spel voor de Nintendo DS, Playstation 2 en PlayStation Portable dat puzzel- en Role Playing-elementen combineert. Het spel werd ontwikkeld door Infinite Interactive en in maart 2007 uitgebracht door D3 Publisher.

## Trivia
- Het spel is opgenomen in het boek 1001 Video Games You Must Play Before You Die van Tony Mott.